# Comité national olympique et sportif mauritanien

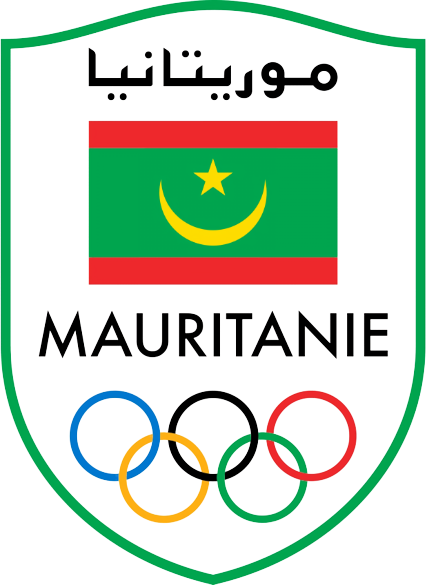
Comité national olympique et sportif mauritanien

Le Comité national olympique et sportif mauritanien (CNOSM) est le comité national olympique de la Mauritanie. Fondé en 1962, il n'est reconnu par le CIO qu'en 1979.